# Rivière Hart Jaune
Der Rivière Hart Jaune ist ein Fluss in der Verwaltungsregion Côte-Nord der kanadischen Provinz Québec. 

## Flusslauf
Er hat eine Länge von etwa 35 km. Er fließt vom Stausee Petit lac Manicouagan in westsüdwestlicher Richtung zum Réservoir Manicouagan. Am Ausfluss aus dem Petit Lac Manicouagan befindet sich der Damm Barrage de la Hart-Jaune (⊙). Etwa 10 km südwestlich davon befindet sich das Wasserkraftwerk Centrale de la Hart-Jaune (⊙), das 1960 fertiggestellt wurde und 3 Turbinen mit einer Gesamtleistung von 51 MW aufweist. Das hydraulische Potential beträgt 39,6 m. Das Wasserkraftwerk wurde 1986 von Hydro-Québec erworben. Unterhalb des Kraftwerks fließt der Rivière Hart Jaune noch 24 km, bis er in das nordöstliche Seeufer des Stausees Réservoir Manicouagan mündet.